# ジーニアスギャラリー
ジーニアスギャラリーは、兵庫県神戸市中央区の旧居留地にある複合商業施設である。
オーナーはデビスビル。

## 概要
1990年（平成2年）に開館した複合商業施設である。
商業施設部分は、フランス人の「アラン・カレ」が設計したものである。
開業時点では、欧米の有名店を中心に15店舗が入居しており、広い通路に面して路面店風に店舗が配され、1階にはカフェも出店していた。
1階のカフェは2005年（平成17年）の改装後は、エントランスホールとなっている。
大丸神戸店別館として営業しており、1階と2階に9店舗が入居している。
外観は青と黒を基調として、最上階までの壁一面が棚型になっており、その一部にオブジェで飾られることで、壁面が巨大な立体的ギャラリーにもなるようにされている。
建物の平面形状は本を開いたようなL字型で、高層階は、向かいの大丸神戸店南館の建物と空中のデッキで接続する。
デビスビルの設計は大阪に拠点をおく「株式会社 双星設計」が行っている。
1階と2階の店舗部分の面積は約2,250m2で、上層階は事務所となっている。

## 交通アクセス
- 神戸市営地下鉄海岸線 旧居留地・大丸前駅 徒歩すぐ
- 阪神本線 元町駅 徒歩5分
- JR神戸線 元町駅 徒歩5分

## 周辺情報
- 旧居留地
  - 神戸らんぷミュージアム、KOBEとんぼ玉ミュージアム、神戸ドールミュージアム、THE FORTY FIFTH、大丸ミュージアム神戸、旧居留地38番館、旧居留地十五番館、神戸市立博物館、チャータードビル、神戸商船三井ビル、海岸ビル、神港ビル
- 旧雑居地
  - 南京町、旧神戸住友ビル（現・銀泉神戸ビル）、神戸郵船ビル、海岸ビルヂング（旧・日濠会館）